# Mimachlamys varia
Pétoncle noir
Espèce
Mimachlamys varia, le Pétoncle noir, est une espèce de mollusques bivalves de la famille des Pectinidae.

## Coquille
Longueur jusqu'à 80 mm mais couramment entre 45 mm et 55 mm.
Nombreuses côtes (25 à 35) nettement marquées et « oreillettes » très asymétriques. Contrairement au pétoncle blanc, ses côtes sont hérissées de petites excroissances, ce qui le rend immédiatement identifiable au toucher. Les deux valves sont bombées et plus hautes que larges.

## Coloration
Comme son nom scientifique varia l'indique, ce bivalve est de couleur variable. C'est ainsi que l'on peut trouver des individus violets, rouges, jaunes, bruns, roses, orange présentant parfois des taches.

## Habitat
Libre ou fixé par un byssus à différents substrats, coquilles vides, petits cailloux ou rochers de 0 à 80 m de profondeur, sur des fonds meubles sablo-vaseux. Ils peuvent éventuellement être mis au sec lors de la basse mer des vives-eaux.
Valve droite et gauche du même animal:

Valve droite
Valve gauche

## Usages
Il s’agit d'un pétoncle, décrit dans les documents anciens, et couramment trouvé dans les kjœkkenmœddings (dépôts de cuisine archéologiques) du littoral atlantique. Coquillage extrêmement prisé, il était pêché en quantité aux grandes marées, et dégusté après ouverture et cuisson brève mais violente à la flamme de la cheminée. Elle a été utilisée par des pèlerins du Mont Saint-Michel, à l'instar de la coquille Saint-Jacques arborée par les pèlerins de Saint-Jacques de Compostelle

## Répartition
Mer du Nord, Manche, Atlantique, Méditerranée, mer Rouge.
Il existe peu de gisements de pétoncles noirs sur le littoral français, les 2 principaux étant celui de la rade de Brest et celui du bassin d’Arcachon pour lesquels les ressources s'appauvrissent depuis plusieurs années.

Valve droite du Pliocène d'Italie

## Classification
Cette espèce a longtemps été classée dans le genre Chlamys sous le nom de Chlamys varia.